# 李尚福
李 尚福（り しょうふく、リー・シャンフー、1958年2月 - ）は、中華人民共和国の陸軍軍人と政治家、中国共産党第十九回全国代表大会、中国共産党第二十回全国代表大会各代表。両大会で党中央委員に選出。中国共産党中央軍事委員会委員、国務委員、国防部部長を歴任。元陸軍上将。
航空宇宙エンジニアとして精通しており、習近平党総書記の特に「お気に入り」の側近の一人と見られていた。

## 略歴
原籍は江西省興国県で、1958年2月に四川省成都市に生まれた。中国人民解放軍国防科技大学を卒業。
2006年7月、少将。2013年9月、尚宏の後任として、中国人民解放軍総裝備部司令部参謀長に任命された。2014年12月、同部副部長に就任。2016年1月、中国人民解放軍戦略支援部隊副司令員兼参謀長に就任。2016年8月、中将。2017年8月、張又侠の後任として、中央軍委裝備発展部部長に任命された。この間、人工衛星とロケットの打ち上げセンターでキャリアを積む。
2018年、ロシアからの兵器調達に絡み、米国から制裁対象に指定された。
2019年7月、上将に進級。
2022年10月23日、中国共産党中央軍事委員会委員に任命される。
2023年3月12日、中華人民共和国国防部部長に任命される。2023年7月18日、米中関係が悪化する中、ヘンリー・キッシンジャー米元国務長官と会談し、米国は中国に対して正当な戦略的判断を下すべきとの考えを示した。
ところが2023年8月29日に北京で開催された中国・アフリカ平和安全フォーラムに出席し、演説したのを最後に動静が一切伝えられなくなった。7月には秦剛外交部長がやはり1カ月ほど動静がなくなった後に解任されたこともあり、憶測を呼んだ。以降の動静は今もなお全く伝えられていない。9月14日、イギリスのフィナンシャル・タイムズが電子版で、アメリカ合衆国政府は李尚福が国防部長を解任され、当局より取り調べを受けていると判断していると報じた。解任の理由は汚職疑惑との見方も報じられたが、その後も中国政府と軍のウェブサイトでは、依然として国防相、国務委員、中央軍事委員会のメンバーとして記載されているままであった。ラーム・エマニュエル駐日大使は、SNSのＸ（旧ツイッター）への投稿でこれらの件に言及。中国政府の閣僚の動向は今や、アガサ・クリスティーの小説『そして誰もいなくなった』を彷彿させると指摘、「誰がこの失業レースを制するのだろうか」と人事の混乱を皮肉った。
そして10月24日、全国人民代表大会常務委員会の会議で李尚福を国務委員・国防部長から解任する議案が可決されたことを受け、習近平の署名による国家主席令第十四号が発令されて正式に国務委員・国防部長から解任され、同時に国家中央軍事委員会（党中央軍事委員会と構成員は同一）の委員からも外されたことが発表された。解任理由について、中国外務省は10月25日、「これ以上提供できる情報はない」と繰り返しており、毛寧副報道局長も定例の記者会見で、「（解任の事実だけを伝えた）国営新華社の情報を参考にすることを提案する」と述べた。
2024年6月27日の党政治局会議で党籍剥奪処分が決定した。また、中央軍事委員会は軍からの除名と陸軍上将の階級取り消しを決めた。中国国営メディアによると、李は、同時に党籍剥奪処分となった前任の国防部長である魏鳳和とともに賄賂を受け取り、調査に協力せず、悪い手本を示したと報じられた。